# باجس
باجس (بالإسبانية: Bages)‏ هي مقاطعة في كتالونيا، في إسبانيا، تقع في مقاطعة برشلونة، بلغ عدد سكانها 174,381  نسمة وذلك حسب إحصائيات سنة 2016، عاصمتها مانريسا، تبلغ مساحتها 1,299.1 كيلومتر مربع، و1,092.3 كيلومتر مربع.

## الموقع
تشترك في الحدود مع:
- Anoia [الإنجليزية]‏
- فالس أوكيدنتل
- مويانيس  [لغات أخرى]‏
- أوسونا
- Solsonès [الإنجليزية]‏
- Berguedà [الإنجليزية]‏
- باش ليوبريغات.

## التقسيمات الإدارية
- أغويلار دي سيغارا
- أرتيس
- أفاينيو
- بالساريني
- كالوس
- كاردونا
- كاستيلبيل ي فايلار
- كاستيلفوليت ديل بويتش
- كاستيلجالي
- كاستيلناو دي باغس
- إل بونت دي فيلومارا إ روكافورت
- فونولوسا
- غاية، برشلونة
- مانريسا
- مارغانيل، برشلونة
- مونيسترول دي مونتسيرات، برشلونة
- مورا، برشلونة
- نافاركليس، برشلونة
- نافاس، برشلونة
- راخاديل
- سالينت دي يوبريغات
- سانت فيلايو ساسيرا
- سان فروكتوزو دي باجيس
- سان خوان دي تورويلا
- سان ماتيو دي باجيس
- سانت سالفادور دي جوارديولا
- سان فايسينت دي كاستيليت
- سانتبيدور
- سوريا، برشلونة
- تالامانكا، برشلونة.